# マリー・サレ

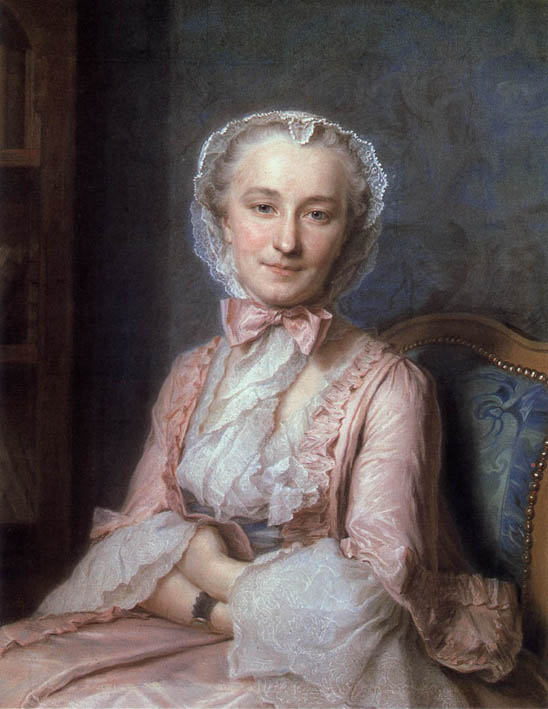
ラ・トゥールによるマリー・サレの肖像（1741年）

マリー・サレ（Marie Sallé、1709年4月17日 - 1756年7月27日）は、フランスのバレエダンサー、振付家である。表現力に秀でたダンサーであり、同時代に活躍したバレエダンサー、マリー・カマルゴの好敵手として名高い。また、女性振付家の草分け的存在であり、衣装などを作品のテーマに合わせて改革し、当時使われていた重いバレエ衣装を廃してシンプルなチュニックやサンダルで舞台に立った。サレが行ったバレエ改革の試みは、18世紀後半のジャン＝ジョルジュ・ノヴェールによる改革の先駆となるものであり、彼の「バレエ・ダクシオン」の理念にも影響を与えた。

## 生涯
旅芸人の一家に生まれ、幼少期をイギリスで過ごした。幼いころからダンスや演技を習い、9歳のときにはロンドンで兄と一緒にパントマイムに出演した。この舞台には、1716年から1717年にかけて100回以上出演している。2年後、パリの舞台にデビューしフォワール・サン＝ローランなどの劇場に定期的に出演した。
舞台に出演しながらも、演技やバレエをパリ・オペラ座で学んだ。オペラ座では優れたバレエダンサー・女優として名声を得ていたフランソワーズ・プレヴォーに師事し、1727年に初舞台を踏んだ。サレの人気は急上昇し、当時パリ・オペラ座で人気絶頂だったマリー・カマルゴの位置を脅かすほどになった。女性として初めてアントルシャを行うなど舞踊の技巧に優れ、華麗な舞台を売り物にしたカマルゴに対して、サレは女性らしい優雅さと豊かな表現力で観客を魅了した。
サレは自ら振付を手がけて、作品のテーマに合わせた衣装改革に着手した。1734年2月14日にロンドンの劇場で彼女自身が振り付けて踊った『ピグマリオン』は、観客に大反響を巻き起こした。ギリシャ神話に題材を得たこの作品で、サレは自分を創造した男の祈りによって生命を得た彫像「ガラテア」を演じた。彼女は通常の大きく膨らんだスカートなどの旧態依然とした重い衣装ではなく、モスリン製のシンプルなチュニックとサンダル姿で舞台に立ち、その踊りの表現力だけではなく、衣装でも観客に新鮮な驚きと感動を与えることになった。
サレと親しく交流した人物の中で、特に知られているのはバロック期を代表する作曲家ゲオルク・フリードリヒ・ヘンデルである。ヘンデルとサレの出会いは1717年に遡る。オペラ『リナルド』のロンドン公演にダンサーとして出演していた少女時代のサレに彼は惹きつけられたが、彼女が活動の場をパリに移したために、長きにわたって交流が途絶えていた。時は流れ、ロンドンでサレとともに仕事をする機会を得たヘンデルは、オペラ『忠実な羊飼い』（Il pastor fido）を改作して、1734年にバレエ曲『テルプシコーレ』を追加作曲した。この作品はサレとヘンデルの双方にとって申し分ない出来栄えのものとなり、大成功を収めた。ヘンデルはさらに『アリオダンテ』（Ariodante）、『アルチーナ』（Alcina） などにサレのためのディヴェルティスマンを追加した。サレは『アルチーナ』の一場面でキューピッド役を演じるために男装して舞台に現れたが、これは不評だったため、以後ロンドンの舞台に立つことはなかった。
パリでは舞台出演を続け、モリエールが台本を書き、ジャン＝バティスト・リュリが作曲を手掛けた一連の「コメディ＝バレ」（舞踊喜劇）で好評を博した。ジャン＝フィリップ・ラモーとも一緒に仕事をし、『優雅なインドの国々』（Les Indes galantes、1735年）や『カストールとポリュックス』（Castor et Pollux、1737年）など彼が作曲したオペラの舞踊場面に登場した。サレはラモーの作品中で自ら振り付けた場面も踊ったが、彼女の振付はパリの観客にそれほど好評ではなく、1740年に一度舞台から退き、5年間隠棲したのちにダンサーとして復帰した。最後に舞台に立ったのは、1753年のフォンテーヌブローでのことだった。その3年後、1756年に死去した。
サレはヘンデル以外にも、当時の芸術家や詩人などに多くのインスピレーションを与えた。画家のモーリス・カンタン・ド・ラ・トゥールやニコラ・ランクレ は彼女を題材にした肖像画を描き、アレキサンダー・ポープ、ジョン・ゲイ、そしてヴォルテールなどは詩を書いた。18世紀後半にノヴェールの目指したバレエ改革はサレの存在に触発された部分があり、彼はサレの気取りのない優雅さと表現力を称えた文章を残している。